# Insediamento degli Slavi nelle Alpi orientali
L'insediamento degli Slavi nelle Alpi orientali avvenne in particolar modo tra il VI e e l'VIII secolo. 
Costituì parte dell'espansione verso sud degli Slavi, che comportò la formazione del gruppo degli Slavi meridionali ed infine l'etnogenesi degli attuali Sloveni.
I territori delle Alpi orientali coinvolti comprendono gli attuali Friuli-Venezia Giulia orientale, Slovenia e gran parte dell'attuale Austria (Carinzia, Stiria, Tirolo orientale, Austria Inferiore e Superiore).

## Contesto storico
Le migrazioni degli slavi dalle loro terre ancestrali incominciarono approssimativamente tra la fine del IV e l'inizio del V secolo, quando i popoli germanici iniziarono a invadere il territorio dell'Impero Romano. Le migrazioni furono stimolate dall'arrivo degli Unni nell'Europa orientale. I popoli germanici successivamente combatterono per impadronirsi di territori nella parte orientale dell'impero in disfacimento. Tribù slave fecero parte di varie alleanze tribali con popoli germanici (Longobardi, Gepidi) ed eurasiatici (Avari, Bulgari).

## Testimonianze
Il punto di vista prevalente sull'insediamento degli Slavi nelle Alpi orientali è basato per lo più sulle prove dedotte da resti archeologici (molti dei quali sono stati scoperti durante la massiccia costruzione di autostrade nella Slovenia indipendente dopo il 1991), tracce etnografiche (aspetti degli insediamenti rurali e della coltivazione della terra), così come da accertamenti di linguistica storica (tra cui la toponimia). Inoltre, è pienamente confermato dalle menzioni contemporanee, relativamente scarse, e dalle fonti storiche tardoantiche (come l'Historia Langobardorum di Paolo Diacono o le lettere di Gregorio Magno). Un'altra prova importante dell'avanzata slava è il progressivo declino di antiche diocesi cristiane nelle rispettive aree. Gli Slavi delle Alpi, tra i quali i Carantani, ebbero principalmente origine da quelli della cultura di Praga-Korčak. Nel X secolo furono significativamente influenzati dalla cultura di Bijelo Brdo degli Slavi di Pannonia.

## Fasi dell'insediamento

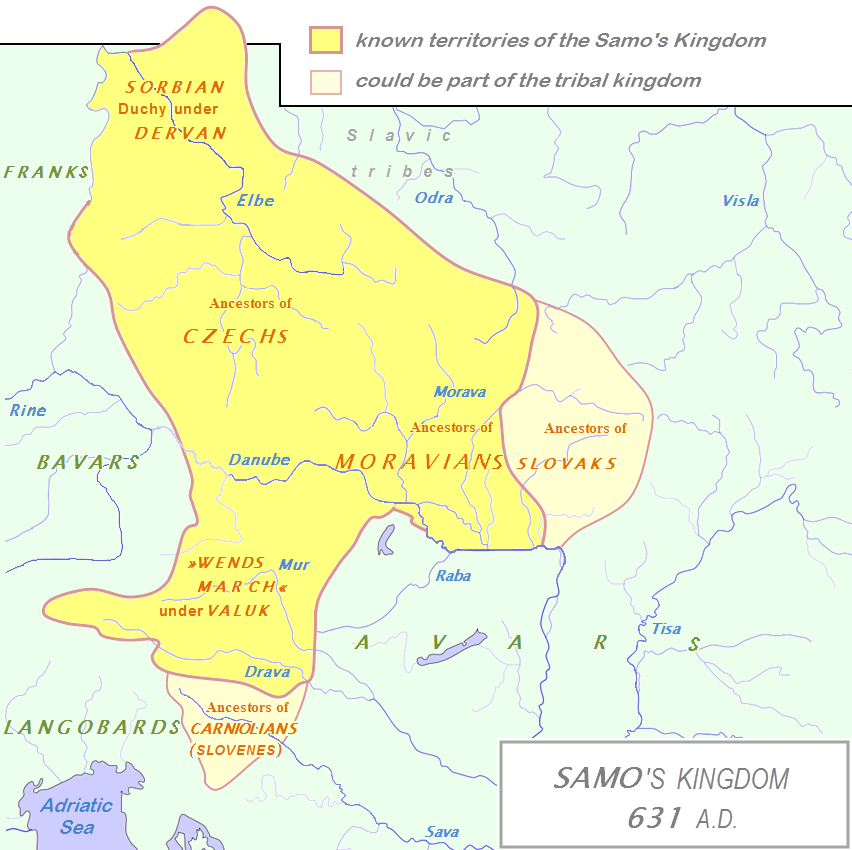
Territori slavi del Regno di Samo nel 631.

La prima fase dell'insediamento degli Slavi nella regione alpina orientale risale attorno all'anno 550 e partì dall'area dell'attuale Moravia (quindi dal ramo linguistico slavo occidentale). 
Da lì le popolazioni slave si mossero verso sud nel territorio dell'ex provincia romana del Norico (attuali Bundesländer dell'Austria Superiore e Inferiore). Successivamente s'inoltrarono lungo le valli dei fiumi alpini verso la catena delle Caravanche e verso l'insediamento di Poetovio (attuale Ptuj), il declino della cui diocesi è registrato da prima del 577.
La seconda fase dell'insediamento slavo venne da sud ed ebbe luogo dopo la calata dei Longobardi nell'Italia settentrionale nel 568. I Longobardi si accordarono per cedere il territorio che avevano abbandonato ai loro nuovi alleati, gli Avari, che all'epoca dominavano gli Slavi. Essi comparvero per la prima volta in Europa attorno al 560, quando raggiunsero il basso corso del Danubio. Nel 567 gli Avari e i Longobardi insieme sconfissero i Gepidi. Dopo che i Longobardi emigrarono in Italia nel 568, gli Avari divennero i reggenti nominali sia della pianura Pannonica (che conquistarono nel 582) che della zona adiacente nelle Alpi orientali. Si può avere traccia dell'avanzata slavo-avara verso le Alpi orientali sulla base dei resoconti sinodali del Patriarcato di Aquileia, che narrano del declino di antiche diocesi (Emona, Celeia, Poetovio, Aguntum, Teurnia, Virunum, Scarbantia) nelle rispettive aree. Nel 588 gli Slavi raggiunsero l'alto bacino della Sava e nel 591 l'alto bacino della Drava, dove ben presto dovettero combattere i Bavari condotti dal re Tassilone I. Nel 592 vinsero i Bavari, ma nel 595 la sorte arrise all'armata slavo-avara, che così consolidò il confine tra i territori dei Franchi e quelli degli Avari. Tra il 599 e il 600 gli Slavi si spinsero, attraverso l'Istria e il Carso, verso l'Italia.
Spinti a sud dalla colonizzazione germanica dell'Austria, gli Slavi s'insediarono in tutto il Carso e nella valle del Gail tra il 600 e l'VIII secolo. Da lì, entrarono in Friuli, nella Val Canale e nelle secondarie valle di Dogna, Val Raccolana, Val Resia), spingendosi persino nelle valli dei fiumi Degano, But e Tagliamento. Altre aree di penetrazione furono le valli dei fiumi Isonzo e Vipacco, nelle quali entrarono nell'VIII secolo; in quest'area erano già apparsi durante le scorrerie slavo-avare del 600. Infine ci furono scorrerie e scontri provocati da bande slave nelle valli dei fiumi Torre e Natisone fino al 720. Il tentativo slavo di penetrare a ovest in modo violento terminò probabilmente dopo che essi furono sconfitti dai Longobardi a Lauriana nel 720. Successivamente, coloni slavi furono invitati dai patriarchi di Aquileia a ripopolare le zone del medio e del basso Friuli fino al fiume Livenza, devastate delle incursioni degli Ungari.
Il dominio degli Avari sugli Slavi durò fino alla metà degli anni 620. Nel 623 gli Slavi, sotto la guida del mercante franco Samo, si ribellarono agli Avari. Nel 626 gli Avari furono definitivamente sconfitti a Costantinopoli, dopodiché Samo divenne il reggente della prima entità politica slava storicamente nota, l'unione tribale di Samo, che durò fino alla sua morte nel 658. Successivamente, attorno al 660 emerse una più piccola monarchia slava, nota come Carantania, che fu assorbita nel Regno dei Franchi nel 745.

## Rapporti tra gli Slavi e le popolazioni locali
Dopo essersi insediati nella regione alpina orientale, gli Slavi sottomisero la popolazione originaria romanizzata, che abitava nel territorio dell'ex provincia del Norico e nelle sue città. Nella tarda antichità, queste popolazioni sfuggirono ai nuovi arrivati slavi spostandosi in luoghi remoti ed elevati, solitamente alture, dove costruirono fortificazioni; ne sono esempi Ajdna nelle Caravanche e Rifnik vicino all'attuale Celje. Comunque, recenti ricerche archeologiche mostrano che anche certe città ben munite nelle aree meno elevate fecero in modo di difendersi dagli invasori. Parte della popolazione indigena fuggì in Italia e nelle città lungo la costa adriatica, tra le quali Civitas Nova (attuale Cittanova d'Istria/Novigrad). Molti indigeni furono ridotti in schiavitù dagli Slavi (un antico termine slavo per "schiavo" era krščenik, che significa "un cristiano", poiché gli indigeni erano cristiani); alcuni, tuttavia, si assimilarono agli Slavi.
Gli Slavi chiamavano gli indigeni romanizzati col termine Vlahi o Lahi. Ciò è testimoniato da alcuni toponimi nella moderna Slovenia, come Laško, Laški Rovt, Lahovče ecc. Anche un certo numero di idronimi sloveni come Sava, Drava, Soča (nome sloveno dell'Isonzo), oltre al nome geografico "Carniola" (in sloveno Kranjska) furono ispirati da quelli usati dalle popolazioni locali romanizzate.